# 黄乔书
黄乔书（1933年—），男，浙江鄞县人，中国药品检验专家，曾任天津市药品检验所所长，主任药师，中国药学会副理事长。